# Villa Soldati
Villa Soldati é um bairro da cidade argentina de Buenos Aires. Tem população de aproximadamente 41.000 pessoas, 40% vivendo no Barrio Soldati, um conjunto habitacional público construído entre 1973 e 1979.

## História

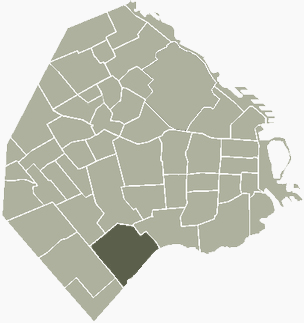
Mapa com a localização de Villa Soldati em Buenos Aires.

O Estadio Mary Terán de Weiss (conhecido como Estádio Parque Roca) foi inaugurado em 2006 na Villa Soldati, e lá se tornou a casa do Time Argentino na Copa Davis de Tênis. O local sediou a partida semifinal da Copa Davis de 2006 como seu primeiro evento esportivo.
Em 11 de dezembro de 2010, a violência irrompeu em uma favela no Parque Indoamericano na Villa Soldati. Unidades policiais e militares tiveram que ser chamadas para restaurar a ordem, não antes de três pessoas serem mortas a tiros.

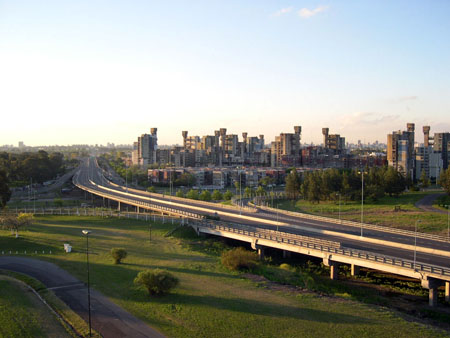
A via expressa Cámpora e o complexo habitacional de Soldati

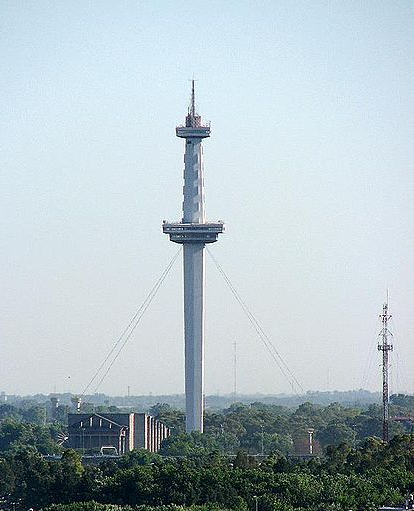
O parque de diversões e a torre que vai ao espaço